# Richardson Cove
Die Richardson Cove ist eine sich nach Westen öffnende Bucht im Archipel der Südlichen Orkneyinseln. Sie liegt auf der Südwestseite von Moe Island zwischen dem Conroy Point und dem Corral Point. Sie gehört zur Antarctic Specially Protected Area No. 109.
Das UK Antarctic Place-Names Committee benannte sie 2006 nach Michael George Richardson vom Foreign and Commonwealth Office (1992–2006), der von 1970 bis 1975 als Biologe für den British Antarctic Survey tätig war und dabei von 1972 bis 1973 die Signy-Station geleitet hatte.